# Barndaké
Barndaké est une commune du Cameroun située dans la région du Nord et le département de la Bénoué, à proximité de la frontière avec le Nigeria. Elle se situe dans l'arrondissement de Mayo-Hourna.

## Localisation
La commune de Barndaké est localisée à 09.31236° Nord et 13.25470° Est. Elle est limitée au nord par la commune de Demsa et le Nigeria, au sud par les communes de Touroua, Tchéboa et le Nigeria,  à l’est par les communes d’arrondissement de Garoua I et de Demsa et à  l’ouest par la commune de Touroua et le Nigeria.
Elle s’étend sur une superficie de 700 km2.

## Population
La commune a été créée en 2007, soit deux ans après le recensement de 2005, dans lequel elle ne figure pas. Elle est le fruit d'un démembrement de l’ancienne commune de Garoua.
La population de la commune de Barndaké est estimée à 38 986 habitants  (selon le recensement de 2005 et le PDC Barndaké 2009 actualisé).
Les zones de plus grande densité sont la zone urbaine (Barndake ville) et les localités de Nakong et Bangli.
Les groupes ethniques sont principalement: Bata, Foulbé, Ndjoukouné, Kanouri, Toupouri, Guiziga, Guidar, Massa, Haoussa et Laka. Le fulfuldé et l’haoussa constituent les principales langues véhiculaires.

## Structure administrative de la commune
La commune comprend les villages suivants :
- Badoudi
- Balo
- Bangli
- Barndakéyel
- Bounga
- Djoumassi
- Dilo
- Djalingo Do Mayo
- Djarenga
- Djoumo
- Filingo
- Gérélé
- Goundjouki
- Hoddago Barndaké
- Kanré
- Kodogou
- Koskori
- Kossoumo
- Laïndé
- Malapé
- Mansourou
- Mayo Gabbou
- Mbéré Djamtari
- Mbilga
- Mokonre
- Nakong
- Nassarao
- Ndaou
- Nbouga
- Njabawa
- Ngaoua
- Ouro Ardo Moussa Mamadji
- Ouro Ardo Rey
- Ouro Bobo
- Ouro Djidjoura
- Ouro Laïndé
- Ouro Malloum
- Ouro Malou
- Ouro Soubango
- Ouro Tchéké
- Soukki
- Taïpé
- Tawaï
- Tcharatché
- Télé Oussi
- Tinare
- Ouro Galdima Abba

## Climat
Le climat de la commune de Barndake est du type soudano-sahélien caractérisé par une longue saison sèche de 7 mois allant d’octobre à avril et d’une courte saison pluvieuse de 5 mois allant mai à septembre. La pluviométrie moyenne annuelle s’élève à 1000 mm d’eau. Les températures restent élevées avec une moyenne de 28°C et des maxima atteignant 40 à 45°C en avril. Ce climat est fortement influencé par le passage du fleuve Bénoué, les mayos (Tiel, Hourna...)et les plans d’eau naturels de la localité dont principalement les lacs Diwa et Guerkoumo.
La mauvaise répartition des pluies dans l’espace et dans le temps entraîne les perturbations sur le calendrier agricole et par conséquent sur le rendement.

## Sols et reliefs
Les sols sont dominés par le type ferrugineux sur socle et grès. A dominance ferrugineuse, la diversité pédologique est un trait caractéristique des sols dans la ville de Nakong. Ils se caractérisent ici par une texture argileuse, sableuse, argilo-sableuse. La forte présence des sols argileux ou argilo-sableux dans la cuvette de la Bénoué impose la présence des zones marécageuses inondables.
Le relief est composé de la vallée de la Bénoué dans sa majeure partie et le reste est dominé par les plaines avec des zones inondables exploitées pour la riziculture et quelques monts. La commune de Barndaké est l’une des rares communes disposant encore de terres vierges.

## Hydrographie
La ville de Barndaké a un lac (le lac Nguerkoumo ) et deux cours que sont le Mayo-Hourna et le Tchi-el. Le fleuve Bénoué est à seulement 1 km du village de Padang.
La commune de Barndake regorge en outre de 14 plans d’eau naturels dont les plus importants sont le lac Diwa et le lac Guerkoumo.

## Forêt
La forêt humide sempervirente de basse altitude (Acacia, Nimier, Caecedra, Tamarinier, Baobab, le Bantadjé) est présente partout , mais diminue en surface, à cause de l’exploitation illégale des ressources fauniques, floristiques, ainsi que des feux de brousse répétés et de la création des nouveaux champs.

## Cultures
Le coton continue d’être cultivé (petites entités dont le rendement est de l’ordre de 350 kg/ha) bien qu’il soit sur certaines parcelles remplacé par le maïs. Les plantations de bananes sont présentes partout. Les produits maraichers et vivriers (arachides, mais, mil, sorgho, niébé, manioc, macabo/taro, légumes et piment) sont cultivés dans tous les villages et surtout les bassins de production de Nakong Winde (Shagari et Windé Babayo) et Tawoe, à Bakassi.

## Organisation sociale
Les familles se regroupent autour d’un quartier, dirigé par un « djaoro » et l’ensemble des quartiers forme le village ou « lawanat » placé sous l’autorité d’un « Ardo ou Lawan ». L’ensemble des villages soumis à la même autorité traditionnelle est appelé Canton, dirigé par le Lamido.

## Mobilité de la population
L’enclavement des villes de Nakong et Barndake de même que ceux de villages de l’ensemble de la commune est un handicap à la mobilité de la population. L’accès difficile dans les villages particulièrement en saison des pluies, rend les denrées de première nécessité provenant de Garoua très chères.
Les commerçants s’approvisionnent aussi au Nigéria voisin et les Nigérians font le voyage vers Nakong surtout pour les produits agricoles et d’élevage.

## Habitat
Sur l’étendue du territoire de la commune de Barndake les maisons sont à plus de 90% construites en briques de terre recouvertes de paille sèche sur une charpente en bois et sous forme conique ; laquelle forme reflète les us et coutumes des peuples du Grand-Nord.
La qualité et la configuration externe des maisons d’habitation sont presque les mêmes dans toute la commune de Barndake; exception faite des concessions des Lamibés qui ont pour la plupart un grand boucarou à l’entrée du Lamidat. Les maisons appelées généralement ici "soudou" sont des cases concentrées dans une concession appelée « Sarré » en langue locale(Fufuldé). Dans ces « Sarré » l’on retrouve plus d’une case et ceci en fonction des moyens financiers dont dispose le Chef de famille ; dans chaque « Sarré », il y a toujours une case de passage pour d’éventuels étrangers.
L’accès à un logement décent reste cependant une difficulté pour les populations de la commune de Barndake à cause de tout le confort qui fait défaut: électricité (absente dans la majorité des villages), eau, latrines modernes, système d’assainissement, la cherté des matériaux modernes de construction, etc. 

## Acteurs du développement local
Comme acteurs de développement, on peut noter : les différents comités de développement et associations de part et d’autre de la commune la de Barndaké du nombre desquels nous pouvons citer le Codas Caritas, le SILH (Service Intégral de Lutte Contre le Handicap ), l’Association des femmes(Ouro Ardo, Kodogou, mayo ngabbou ...), des GICs (agriculteurs « Sokosen » de Ballo, « Voyons voir » de Nakong Winde, le GIC éleveur de Mayo Ngabbou) et bien d’autres mouvements qui appuient avec le soutien des élites le développement dans les secteurs sociaux bien qu’ils ne fonctionnent pas tous de manière dynamique. La Sodecoton soutient le développement agricole, en facilitant l’accès aux intrants agricoles pour les producteurs de coton qui utilisent les mêmes intrants agricoles pour les autres cultures. À côté des comités de développement, des associations et GICs, il y a les associations à caractère culturel et ethnique (Association culturelle Massa de Mbéré...) qui participent à la promotion de la culture.

## Elevage
L’élevage occupe une place de choix dans la commune. Suivant les parcours effectués par les éleveurs, on peut distinguer 3 systèmes d’élevage: transhumant, semi-sedentaire (tous deux pratiqué par les éleveurs Bororos), et sédentaire.

## Commerce
Il existe officiellement dans la commune de Barndaké cinq (05) marchés (Barndaké, Nakong, Tcharatché, Ndao, Ouro-Ardo...) et un abattoir à Barndaké ville. Les marchés connaissent une très grande affluence non seulement des populations de la Municipalité, mais aussi et surtout celle des populations venant des communes voisines et même celles des populations du Nigéria voisin.
Le commerce dans la commune de Barndaké c’est aussi la vente du carburant de bonne qualité ou frelaté (« Zoa-zoa » du Nigéria) en plein air à dans toute la Commune à cause de l’absence de station-service. Il est important de déplorer l’état général calamiteux des routes qui constituent un frein au ravitaillement de ces marchés .

## Administration
Ahmadou Aboubakar a été élu maire lors des élections municipales du 18 et 25 février 2020.